# Robert Artner
Robert Artner ist ein Pseudonym des Autors Ulf Miehe (1940–1989), unter dem er gemeinsam mit Clark Darlton (1920–2005) die zwei Science-Fiction-Romane
- Der strahlende Tod, Moewig 1967, DNB 456572007
- Leben aus der Asche, Moewig 1968, DNB 456571922

sowie die Kurzgeschichtensammlung
- Am Ende der Furcht, Moewig 1968, DNB 456571876

schrieb.
Neuauflagen der Romane nannten nur noch Darlton als Autor.